# Corindon
Le corindon est une espèce minérale composée d'alumine anhydre cristallisée, de formule Al2O3 et aussi parfois notée α-Al2O3 avec des traces de fer, de titane, de chrome, de manganèse, de nickel, de vanadium et de silicium. Certains cristaux peuvent atteindre un mètre de long.
Certaines variétés naturelles de corindon sont des pierres précieuses : le rubis et le saphir sesquioxyde d'aluminium. La roche qui en découle, l'émeri, est très utilisée dans l'industrie, essentiellement comme abrasif en raison de sa dureté, et comme réfractaire.
La dureté du corindon est de 9 sur l'échelle de Mohs, que le minéral soit naturel ou artificiel, ce qui en fait le deuxième minéral naturel le plus dur après le diamant (10). Cette dureté s'explique par la nature ionique des liaisons de l'alumine (elles sont covalentes dans le cas du diamant).

## Découvreur et étymologie
L'espèce a été décrite par le minéralogiste John Woodward en 1725, qui l'appelle corinvindum. Le mot vient du nom hindi du minéral, kurund, dérivé du  sanskrit kuruvinda, lui-même sans doute dérivé du mot tamoul kuruntam (குருந்தம்) (ou peut-être kuruvindam, குருவிந்தம்), signifiant « rubis ».

## Cristallographie
Le corindon a une structure notée D51 en notation Strukturbericht. C’est une structure rhomboédrique, de groupe d'espace R3c (no 167). Un motif est composé de deux pentaèdres Al2O3 inversés qui se répètent aux nœuds du rhomboèdre. Ses paramètres de maille sont :
- a = 5,13 Å ;
- α = 55,47° = 55°28'.

Un pentaèdre fait 2,7 Å de haut (distance Al3+-Al3+) et 2,49 Å de côté (distance O2−-O2−).
Les ions O2− forment un réseau hexagonal compact, avec donc une alternance de plans A-B ; les ions Al3+ occupent les deux-tiers des sites interstitiels octaédriques, avec trois types de plans a, b et c en alternance. On a donc une alternance A-a-b-B-c-a-A-b-c-B-a-b-A-c-a-B-b-c-A-a…
Les paramètres de maille dans cette description hexagonale sont :
- a = 4,76 Å ;
- c = 12,97 Å.

Par rapport à la description précédente, la distance entre les plans de O2− des pentaèdres est c/2.

Structure D51, description rhomboédrique.
Structure D51, description hexagonale.
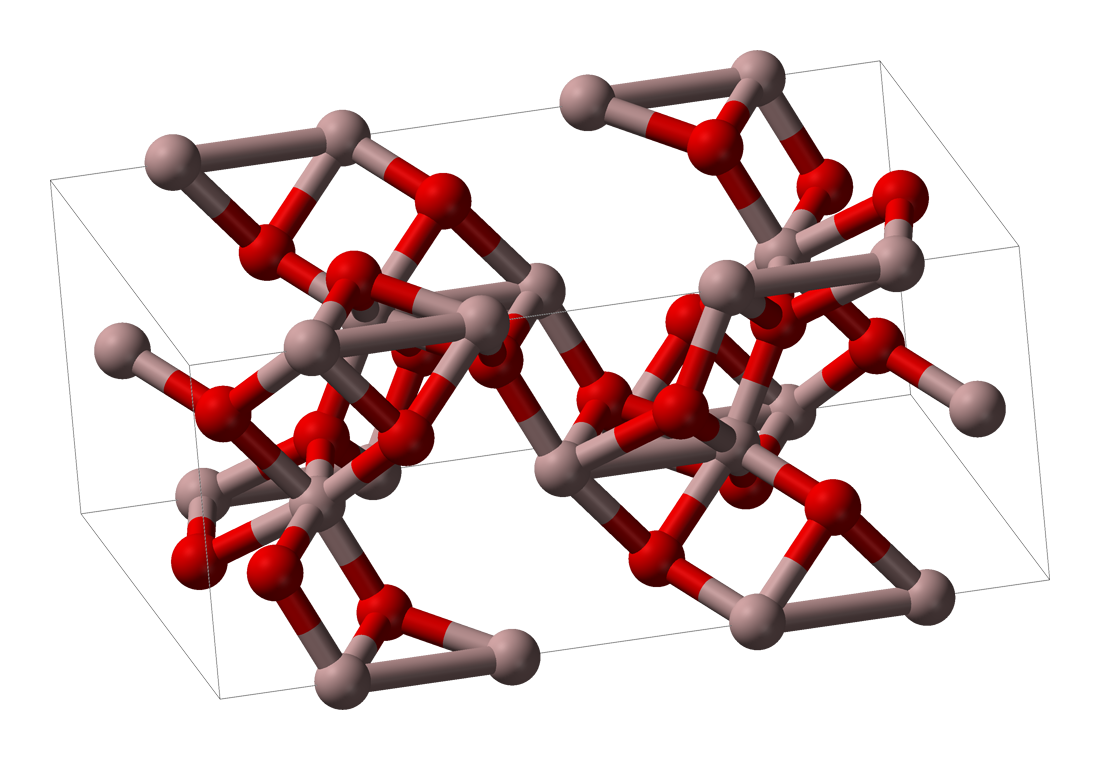
Maille.

## Cristallochimie
Le corindon est le chef de file d’un groupe avec l'hématite, le groupe du corindon-hématite, contenant des matériaux ayant tous la même structure cristalline et une formule générale du type X2O3 où X peut être un cation tel que le fer, le titane, l'aluminium, le chrome, le vanadium, la magnésium, l'antimoine, le sodium, le zinc et/ou le manganèse.

### Groupe corindon-hématite
- Corindon Al2O3
- Hématite Fe2O3
- Eskolaïte Cr2O3
- Karélianite V2O3 (isomorphe du corindon)
- Tistarite Ti2O3
- Sous groupe de l'ilménite
  - Brizziite NaSbO3
  - Ecandrewsite (Zn,Fe,Mn)TiO3
  - Geikielite MgTiO3
  - Ilménite FeTiO3
  - Melanostibite Mn(Sb,Fe)O3
  - Pyrophanite MnTiO3

## Synonymie
- alumine alpha
- ayatite : terme russe pour un corindon dispersé en granules
- corindon adamantin (Brongniart)[7]
- corindon harmophane (Haüy)
- corundite[8]
- corundum : terme retenu par les anglosaxons pour ce minéral et par l'Association internationale de minéralogie.
- corundumite[9]
- spath adamantin (Delamétherie 1787)[10]
- télésie (Haüy)[11]
- zircolite : corindon synthétique incolore de qualité gemme[12]

## Variétés et mélange
Deux variétés de gemmes de corindon ont pris un nom spécifique en fonction de leur couleur :
- le rubis, s'il est rouge ;
- le saphir, pour les autres couleurs.

L'émeri est une roche polyminérale, composée de corindon granuleux et d'autres minéraux tels que la magnétite ou l'hématite ; elle tire son nom du gisement topotype, situé au « Cape Emeri », sur l'île de Naxos en Grèce.

## Gîtologie
- Roches magmatiques déficientes en silice : syénites, syénites néphélitiques, et pegmatites associées
- Zones de contact entre des péridotites et les roches environnantes
- Roches métamorphiques : gneiss, micaschistes, calcaires cristallins.

### Minéraux associés
- Andésine, néphéline, oligoclase, scapolite (roches magmatiques)
- Spinelles, rutile, hornblende, phlogopite, calcite (roches métamorphiques)
- chlorites, disthène, dumortiérite, sillimanite (dans les schistes)
- Diamant, disthène, phlogopite, pyrope, rutile, spinelles (éclogite).

## Utilité

### Pierres précieuses
Les pierres gemmes de couleur rouge sont appelées rubis, toutes les autres couleurs sont appelées saphir. Le saphir et le rubis font partie des quatre pierres précieuses.

### Meulage
Abrasif, le corindon (émeri) est utilisé dans certaines pierres à affûter, mais surtout dans toutes sortes de meules. Cet usage semble dater de l'Antiquité, notamment en Crète durant l'époque de la civilisation minoenne et en Chine.

## Commerce
En 2014, la France est nette importatrice de corindon, d'après les douanes françaises. Le prix moyen à la tonne à l'import était de 1 000 €.

### Corindonnage
La grande dureté du corindon le destine également à ces opérations qui visent, comme le grenaillage, à décaper une surface, souvent métallique, en vue de la recouvrir ensuite d'une couche d'apprêt, d'enduit ou de peinture.

### Horlogerie
- Le corindon polycristallin

Sous sa forme rubis, il est largement utilisé dans l'horlogerie, pour la fabrication des paliers, qui supportent les pivots des axes du rouage en acier, à cause des frottements extrêmement réduits du métal sur la pierre. D'autre part, vu les pressions relatives très élevées (si l'on compare le couple transmis par les engrenages en rapport avec la surface extrêmement réduite des pivots : 15/100e de mm de diamètre pour les plus fins), la platine de montre étant elle-même en métal, le frottement métal sur métal induirait inévitablement à court terme un grippement du palier après que les huiles auront perdu de leur efficacité (état inéluctable pour une montre fonctionnant plusieurs années consécutives).1
- Le corindon monocristallin

La forme transparente du corindon, principalement issu du procédé Auguste Verneuil, et disponible sous la forme de cylindre jusqu'à 8 cm de diamètre, permet grâce à des outils diamantés (meules) de découper de fines tranches utilisées pour fabriquer les glaces de montre inrayables (sauf par le diamant, voir plus haut), qui résistent notamment à l'abrasion d'un grain de sable, qui lui est en quartz, donc d'une dureté inférieure sur l'échelle de Mohs.
- Boîtiers de montres

Certains fabricants horlogers ont même tenté d'utiliser le corindon pour fabriquer des boîtes de montre complètes en deux parties assemblées par exemple par collage, mais la difficulté d'usinage (outils diamantés ou laser) limite la richesse des formes qu'il est possible d'obtenir de cette manière.